# 영암군의회
영암군의회는 전라남도 영암군 지역을 관할하는 기초의회이다.